# Sarry (Marna)
Sarry è un comune francese di 2 144 abitanti situato nel dipartimento della Marna nella regione del Grand Est.

## Società

### Evoluzione demografica
Abitanti censiti